# Cymbalophora oertzeni
Cymbalophora oertzeni is een beervlinder uit de familie van de spinneruilen (Erebidae). De wetenschappelijke naam van de soort is voor het eerst geldig gepubliceerd in 1855 door Lederer.

♂
♂ △